# 新疆生产建设兵团第七师一三〇团
新疆生产建设兵团第七师一三〇团是中华人民共和国新疆生产建设兵团第七师下辖的一个团，与新疆维吾尔自治区胡杨河市共青镇实行“团镇合一”的管理体制。

## 行政区划
新疆生产建设兵团第七师一三〇团下辖以下单位：
团部、一连、二连、三连、四连、五连、六连、七连、八连、九连、十连、十一连、十二连、十三连、十四连、十五连、十六连、十七连、十八连、十九连、二十连、二十一连、二十二连和二十三连。